# China Satellite Network Corporation

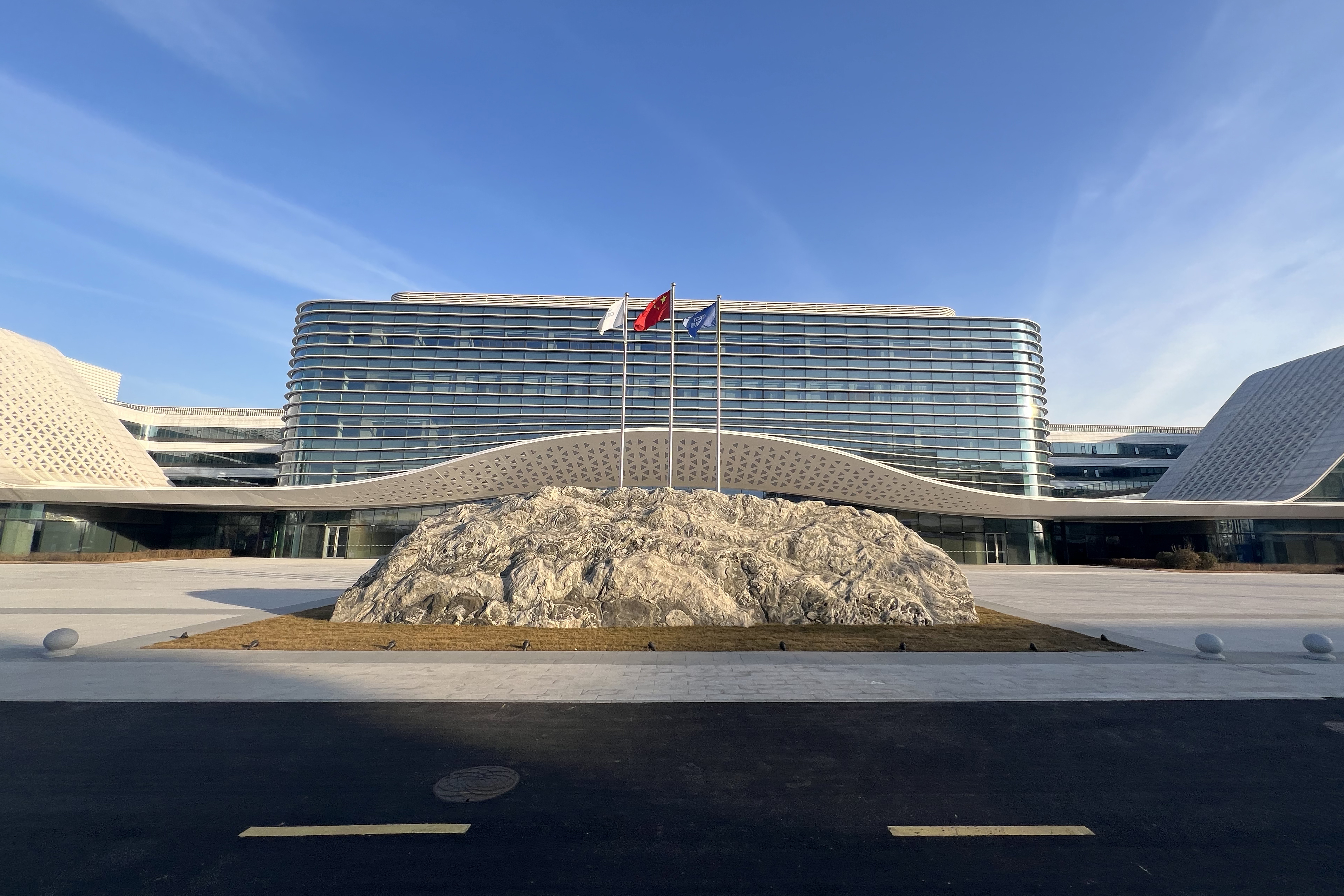
Hauptsitz

Die China Satellite Network Corporation (chinesisch 中國衛星網絡集團有限公司 / 中国卫星网络集团有限公司), kurz 中国星网 bzw. „Chinesisches Satellitennetz“, ist ein staatlicher chinesischer Telekommunikationskonzern, der damit beauftragt wurde, ein System aus zahlreichen Satelliten aufzubauen und zu betreiben, das unter anderem weltweiten Internetzugang über Satellit bieten soll.
Das Unternehmen wurde am 22. April 2021 gegründet, sein Hauptsitz befindet sich im Neuen Stadtbezirk Xiong’an, eine Retortenstadt im Osten von Baoding, Provinz Hebei.
Die Satelliten sollen ab 2024 mit schweren Trägerraketen vom Typ Langer Marsch 5B ins All gebracht werden, die mit einem zusätzlichen Apogäumsmotor vom Typ Yuanzheng 2 ausgestattet sind, der bis zu vier Satelliten in diversen Umlaufbahnen aussetzen kann.[veraltet]

## Geschichte

### Hongyan-Konstellation
Die Idee eines satellitengestützten, nach dem Prinzip des Beidou-Satellitennavigationssystems von Militär und zivilen Kunden gemeinsam genutzten Internets geht zurück auf Wang Xiji von der Chinesischen Akademie für Weltraumtechnologie, der Führungsgesellschaft der China Aerospace Science and Technology Corporation (CASC) für das Geschäftsfeld Raumflugkörper. Am 1. Januar 2016 trat die Tiefgreifende Reform der Landesverteidigung und des Militärs in Kraft, womit sich auch das Beschaffungswesen bei der Volksbefreiungsarmee änderte. Während bislang militärischer und ziviler Sektor aus Sicherheitsgründen streng getrennt waren, sollte nun möglichst viel Dual-Use-Technologie entwickelt werden, um durch eine Verschmelzung des militärischen und zivilen Sektors (军民融合) zu Synergieeffekten zu kommen. Kurz darauf, im Februar 2016, gründete Wang Xiji an der Forschungs- und Entwicklungsabteilung der Firma eine Arbeitsgruppe „Internet +“ (互联网+).
Die Idee fand die Unterstützung der Firma; Li Ming (李明, * 1964), in Personalunion stellvertretender Vorstandsvorsitzender und Aufsichtsratsvorsitzender der Akademie für Weltraumtechnologie, übernahm die Leitung der Arbeitsgruppe.
Die erste Version des Projekts, eine „Hongyan“ bzw. „Schwanengans“ genannte Konstellation aus 60 Satelliten in einer erdnahen Umlaufbahn, die bis 2020 auf der gesamten Erde mobilen Internetzugang ermöglichen sollte, wurde Anfang November 2016 von der China Great Wall Industry Corporation, der Vermarktungsgesellschaft von CASC, auf der Luft- und Raumfahrtausstellung Zhuhai der Öffentlichkeit vorgestellt. Später erweiterte CASC das Projekt und beschloss, bis 2025 eine große Konstellation aus 324 in einer Höhe von 1000 km um die Erde kreisenden Satelliten aufzubauen, die mit dem Beidou-Satellitennavigationssystem zusammenwirken und einen mobilen Breitband-Internetzugang bieten sollte. Bao Weimin, der Aufsichtsratsvorsitzende von CASC, enthüllte die neuen Pläne am 3. März 2018 der Presse gegenüber. Im Detail vorgestellt wurde die erweiterte Konstellation im November 2018, wieder auf der Luft- und Raumfahrtausstellung in Zhuhai.
Der Start des ersten, von der Akademie für Weltraumkommunikation, einer Einrichtung der Akademie für Weltraumtechnologie, entwickelten Testsatelliten erfolgte am 29. Dezember 2018. Mit diesem, auf dem Mikrosatellitenbus CAST-5 basierenden Satelliten Hongyan 1, sollten Technologien für die Kommunikation auf dem L- und Ka-Band getestet werden, zunächst nur zwischen Satellit und mobilen Endgeräten auf dem Boden.
Anschließend wurde in der Tianjiner Niederlassung der Akademie für Weltraumtechnologie eine Fertigungslinie zur Massenproduktion der Hongyan-Satelliten aufgebaut. Dort sollten jedes Jahr 130 Satelliten die Fabrik verlassen, also im Durchschnitt 2,5 Satelliten pro Woche.
Bis Ende 2020 sollten zunächst sechs oder neun weitere Satelliten gestartet werden, um größere Netzwerktests durchzuführen, dazu kam es jedoch nicht mehr. Bis dahin hatte CASC bereits mehr als 20 Milliarden Yuan investiert.

### Xingyun-Konstellation
Ein ähnliches, am 12. September 2016 auf dem 2. Chinesischen Forum für kommerzielle Raumfahrt in Wuhan erstmals vorgestelltes Projekt wurde von der China Space Sanjiang Group Corporation betrieben, einer Tochtergesellschaft der China Aerospace Science and Industry Corporation (CASIC).
Dort war vorgesehen, 48 Datenempfangssatelliten in einer niedrigen Erdumlaufbahn von 800 km Höhe zu platzieren, die von 9 Relaissatelliten in 1400 km Höhe unterstützt werden sollten. Mit dieser Konstellation, die bis 2023 auf 80 Satelliten erweitert werden sollte, sollte für Kunden zwischen dem 50. Grad nördlicher und südlicher Breite Positionsdaten von Schiffen etc. gesammelt und über das L-Band bei geringer Bandbreite Nachrichten in Echtzeit ausgetauscht werden können.
Am 9. Januar 2017 wurde mit einer Trägerrakete vom Typ Kuaizhou-1A der erste, 2,79 kg schwere Versuchssatellit Xingyun Shiyan 1 (行云试验一号, „Ziehende Wolke“) in eine sonnensynchrone Umlaufbahn von 656 km Höhe gebracht.
Als nächster Schritt wurde am 26. Dezember 2017 von der Sanjiang-Gruppe, ihrer Tochtergesellschaft ExPace und zwei weiteren Partnern mit einem Stammkapital von 300 Millionen Yuan die Xingyun Technologie GmbH (航天行云科技有限公司) mit zunächst rund 50 Angestellten gegründet.
Am 15. März 2018 nahm die Firma offiziell ihren Betrieb auf, und im Dezember 2018 waren die Prototypen der ersten beiden, 93 kg schweren Satelliten der Baureihe Xingyun 2 (行云二号) fertiggestellt.
Die realen Satelliten wurden schließlich am 12. Mai 2020 vom Kosmodrom Jiuquan gestartet, wieder mit einer Kuaizhou-1A der ExPace GmbH. Diese beiden Satelliten wurden in einen sonnensynchronen Orbit von 561 km Höhe gebracht.
Neben der Geräten für die L-Band-Datenübertragung besitzt jeder der Satelliten auch einen 6,5 kg schweren Kommunikationslaser mit einer Leistungsaufnahme von 80 W, der es ihnen ermöglicht, im Orbit untereinander mit hoher Geschwindigkeit Bilder, Sprachnachrichten und Daten auszutauschen. Dieses Verfahren ist wesentlich weniger anfällig für Störungen durch schlechtes Weltraumwetter etc. als Funkverkehr, es ist abhörsicher,
die Laser sind leichter und benötigen weniger Strom. Auch die Abhängigkeit des Systems von Bodenstationen reduziert sich, wodurch geringere Kosten für den Aufbau der Infrastruktur anfallen. Anfang August 2020 wurde die Laserkommunikation zwischen Xingyun 2-01 und Xingyun 2-02 erfolgreich getestet.

### Hongyun-Konstellation
Umfangreicher angelegt war die ebenfalls am 12. September 2016 auf dem Forum in Wuhan erstmals vorgestellte, „Hongyun“ bzw. „Regenbogenwolke“ genannte Konstellation der China Aerospace Science and Industry Corporation. Nach anfänglichen Problemen sowohl technischer Art – Telemetrie, Bahnverfolgung und Steuerung der Satelliten stellten sich als unerwartet schwierig heraus – als auch was Vermarktung und zu erzielende Einnahmen anging, gründete der Konzern am 22. Dezember 2017 mit einem Stammkapital von 1,1 Milliarden Yuan die Weltraumprojektentwicklung GmbH (航天科工空间工程发展有限公司), die am 21. Dezember 2018 den ersten, 247 kg schweren, mit Ka-Band-Transpondern und einer Phased-Array-Antenne für Millimeterwellen ausgestatteten Testsatelliten Hongyun 1 in eine etwa 1000 km hohe sonnensynchrone Umlaufbahn brachte.
Während bei der Hongyan-Konstellation von CASC im Prinzip jedes Smartphone über einen Empfängerchip Zugang zum satellitengestützten Internet ermöglichen sollte, hatte CASIC bei der Hongyun-Konstellation primär Flugzeuge und Schiffe im Blick, auf denen spezielle Endgeräte zu installieren waren. Damit sollte unter anderem der Küstenfunk ersetzt werden, der nur eine Reichweite von 2500 km hat.
2019 begann die Weltraumprojektentwicklung GmbH, auf der Nationalen Raumfahrtindustrie-Basis Wuhan der CASIC eine hochmoderne Fertigungslinie für die Massenproduktion der Satelliten aufzubauen.
An sich sollte die Hongyun-Konstellation in ihrer endgültigen, für 2022 geplanten Ausbaustufe aus 156 Satelliten bestehen und dann einen weltweiten Breitband-Internetzugang bieten.
Eine erste Testkonstellation mit vier Satelliten der Serie sollte bis Ende 2020 gestartet werden, aber dazu kam es nicht mehr.

### Nationales Netzwerk
Bereits Anfang März 2018 hatte die chinesische Presse anlässlich der anstehenden 1. Vollversammlung der 13. Legislaturperiode des Nationalen Volkskongresses gefragt, ob ein Wettbewerb mehrerer Firmen auf dem Gebiet des satellitengestützten Internets sinnvoll sei. Als besonders problematisch wurde gesehen, dass sich CASC und CASIC gegenseitig Frequenzen streitig machten. Das für den Satellitenfunk besonders geeignete C-Band war zu diesem Zeitpunkt bereits weitgehend belegt. Das höherfrequente Ka-Band, auf das die beiden Konzerne mit der Hongyan- bzw. Hongyun-Konstellation ausgewichen waren, obwohl es wegen der Dämpfung durch Wassertröpfchen in der Atmosphäre für Gegenden mit Monsunklima weniger geeignet war, bot mehr Raum, aber dort hatte bereits die britische Firma OneWeb für ein ähnliches Projekt Frequenzen angemeldet.
Am prinzipiellen Nutzen eines satellitengestützten Internets gab es in China keinen Zweifel. Der Staatsrat der Volksrepublik China hatte am 15. Dezember 2016 in seinem „Plan für die nationale Informatisierung während des 13. Fünfjahresplans“ (“十三五”国家信息化规划) angekündigt, dass die Zentralregierung aus Mitteln für den Infrastrukturausbau Satellitenkonstellationen in erdnahen Umlaufbahnen fördern würde, um eine flächendeckende Breitbandversorgung abgelegener Bergdörfer sowie der ärmeren, dünn besiedelten Gegenden im Westen des Landes zu erreichen, wo sich das Verlegen von Glasfaserkabeln nicht lohnte.
Im Jahr 2019 begannen Gespräche – an denen neben den Raumfahrtunternehmen auch Telekommunikationsfirmen beteiligt waren – wie man angesichts des von SpaceX angekündigten Starlink-Projekts ähnlich wie beim 5G-Mobilfunkstandard die technische Vormachtstellung Chinas auf dem Gebiet des Satelliteninternets sicherstellen könnte.
Am 20. April 2020 nahm schließlich die Staatliche Kommission für Entwicklung und Reform das satellitengestützte Internet in die Liste der zur Neuen Infrastruktur (新型基础设施建设, kurz 新基建) gehörenden Projekte auf, ein strategisches Konzept, das erstmals im Dezember 2018 auf der jährlichen, vom Zentralkomitee der Kommunistischen Partei Chinas und dem Staatsrat der Volksrepublik China gemeinsam abgehaltenen Arbeitstagung für zentrale Wirtschaftspolitik (中央经济工作会议) formuliert wurde. CASC und CASIC stellten die weitere Arbeit an ihren Konstellationen zunächst ein.
Im September 2020 beantragte die chinesische Regierung bei der Internationalen Fernmeldeunion Frequenzen für 12.992 Satelliten für ein Nationales Netzwerk bzw. Guowang (国网). In dem Antrag waren Satelliten spezifiziert, die sich – in zwei getrennten Konstellationen – in Umlaufbahnen von 590–1145 km Höhe mit Bahnneigungen zwischen 30° und 85° bewegen und den Frequenzbereich zwischen 37,5 GHz und 42,5 GHz sowie 47,2 GHz und 51,4 GHz, also den oberen Bereich des Ka-Bands und das Q-Band nutzen sollten.
Zu diesem Zeitpunkt hatte insbesondere die China Aerospace Science and Technology Corporation bereits sehr viel Geld investiert, und die zuständigen Behörden arbeiteten daran, das Hongyan- und das Hongyun-Projekt in das Nationale Netzwerk zu integrieren (die Xingyun-Konstellation wurde nicht berücksichtigt). Da ein einheitliches System geschaffen werden sollte, waren dazu schwerwiegende Änderungen an den beiden Projekten nötig.
Am 22. April 2021 wurde schließlich mit Genehmigung des Staatsrats der Volksrepublik China erstmals seit 2003 ein neues Zentral Verwaltetes Unternehmen gegründet, die China Satellite Network Corporation, die Aufbau und Betrieb des Systems koordinieren sollte.
Als alleiniger Kapitalgeber fungierte die Kommission zur Kontrolle und Verwaltung von Staatsvermögen, die das Stammkapital von 10 Milliarden Yuan zur Verfügung stellte. Dies war eine andere Herangehensweise als beim Satellitennavigationssystem Beidou, das von der Strategischen Kampfunterstützungstruppe der Volksbefreiungsarmee betrieben wird; die China Satellite Network Corporation ist eine GmbH im Staatsbesitz. Der Neue Stadtbezirk Xiong’an, wo die Firma ihren Hauptsitz hat, befand sich 2021 noch im Aufbau. Um den sich dort ansiedelnden Firmen ein Umfeld der Rechtssicherheit zu bieten, gab es zwar bereits Polizei, Staatsanwaltschaft und ein Mittleres Volksgericht, aber noch keine Marktüberwachungsbehörde. Daher fand die Firmenanmeldung im örtlichen Bürgerbüro (雄安新区公共服务局) statt.
Vorstandsvorsitzender der neuen Firma wurde der Nachrichtentechnik-Ingenieur Zhang Dongchen (张冬辰, * 1962), bis dahin Generaldirektor der China Electronics Corporation (中国电子信息产业集团), ein Zentral Verwaltetes Unternehmen, das Telekommunikationsgeräte für zivile und militärische Zwecke herstellt.
Generaldirektor der China Satellite Network Corporation wurde der Raumfahrttechnik-Ingenieur Yang Baohua (杨保华, * 1962), 2007–2014 Vorstandsvorsitzender der Chinesischen Akademie für Weltraumtechnologie, danach stellvertretender Generaldirektor von CASC.
Stellvertretende Generaldirektoren wurden Zhang Hongtai (张洪太, *1965), damals Vorstandsvorsitzende der Chinesischen Akademie für Weltraumtechnologie, Li Xiaochun (李晓春. * 1964), Kaufmännischer Direktor der China Electronics Corporation, Liu Xuelin (刘学林), Vorstandsvorsitzender der Zhongdian Taiji Gruppe (中电太极（集团）有限公司, eine Tochtergesellschaft der China Electronics Technology Group Corporation), und Fan Yunjun (范云军, * 1972), bis dahin stellvertretender Generaldirektor der China Unicom.
Kaufmännischer Direktor wurde Ge Xiaochun (葛小春), bis dahin als Ingenieur bei der Nationalen Raumfahrtbehörde Chinas tätig.
CASIC war in der Führungsebene der China Satellite Network Corporation nicht vertreten. Nachdem Yang Baohua im November 2022 das gesetzliche Rentenalter von 60 Jahren erreicht hatte, rückte Zhang Hongtai im April 2023 auf den Posten des Generaldirektors nach.

## Geschäftsfelder
Die China Satellite Network Corporation hat zwei Unternehmensgegenstände: den Aufbau eines satellitengestützten Internets und den Betrieb besagten Internets. Für ersteres wurde am 21. Mai 2021 die Chinesische Akademie für satellitengestützte Netzwerke (中国星网网络系统研究院有限公司) mit Sitz im Pekinger Stadtbezirk Haidian gegründet, eine GmbH mit einem Stammkapital von 2 Milliarden Yuan. Vorstandsvorsitzender der Firma wurde Shi Pingyan (史平彦, * 1965), bis dahin stellvertretender Vorstandsvorsitzender der Chinesischen Akademie für Weltraumtechnologie. Generaldirektor wurde Tang Yagang (唐亚刚), bis dahin Generaldirektor der Chinarocket GmbH, eine kommerzielle Tochterfirma der Chinesischen Akademie für Trägerraketentechnologie, die die Feststoffrakete Jielong-1 herstellt. Tang Yagang sitzt gleichzeitig im Vorstand der Firma, ebenso wie Long Jiang (龙江), der seit seinem Abschluss als Mechanik-Ingenieur an der Polytechnischen Universität Harbin bei der Chinesischen Akademie für Weltraumtechnologie tätig war, unter anderem beim Bau der Mondsonde Chang’e 1 und bei bemannten Raumfahrtprojekten.
In anderen Worten, das gesamte Führungspersonal der Akademie für satellitengestützte Netzwerke rekrutierte sich aus der China Aerospace Science and Technology Corporation.
Aufgabe der Akademie ist die Entwicklung von Systemen für satellitengestützte Netzwerke, die Verbreitung und Popularisierung der entsprechenden Technologien, Kundenberatung und Wartung der Systeme. Das Nationale Satelliteninternet soll nicht nur Internet für Privatkunden bieten, wofür die Empfängerchips zu entwickeln sind, sondern auch Erdbeobachtungsdienste und Dienstleistungen für das Internet der Dinge. Die Akademie soll auch hierfür die entsprechenden Systeme entwickeln.
Am 22. Juni 2021 unterzeichnete die Network Corporation als Muttergesellschaft mit der Stadtverwaltung von Chongqing eine Absichtserklärung über eine strategische Kooperation, im Oktober folgte eine entsprechende Vereinbarung mit dem Neuen Stadtbezirk Liangjiang von Chongqing. Kurz darauf, am 27. Oktober 2021, gründeten die Chinesische Akademie für satellitengestützte Netzwerke und die Investitionsgesellschaft für Luft- und Raumfahrtindustrie Liangjiang (重庆两江航空航天产业投资集团有限公司) mit einem Stammkapital von 700 Millionen Yuan die Chongqinger Akademie für satellitengestützte Netzwerke (重庆星网网络系统研究院有限公司). Die Pekinger Akademie steuerte hierzu 500 Millionen bzw. 71,43 % bei, die Chongqinger Investitionsgesellschaft 200 Millionen bzw. 28,57 %.
Vorstandsvorsitzender der Chongqinger Akademie wurde Zou Guangnan (邹光南) von der am 24. Oktober 2018 in Liangjiang gegründeten Dong Fang Hong Satellitenmobilfunk GmbH (东方红卫星移动通信有限公司), eine Tochterfirma der Chinesischen Akademie für Weltraumtechnologie, die seinerzeit die Hongyan-Konstellation betreuen sollte.
Die Dong Fang Hong Satellitenmobilfunk GmbH selbst wurde am 27. Dezember 2021 in Satellitengestützte Netzwerkanwendungen GmbH (中国星网网络应用有限公司) umbenannt, nun unter dem Dach der China Satellite Network Corporation.
Am 19. Juli 2021 wurde die Innovationsakademie für satellitengestützte Netzwerke (中国星网网络创新研究院有限公司) mit Sitz im Pekinger Stadtbezirk Chaoyang gegründet. Vorstandsvorsitzender und Generaldirektor in Personalunion wurde Hao Xukun (郝徐坤), bis dahin stellvertretender Leiter des 50. Forschungsinstituts (Mikrowellen) der China Electronics Technology Group Corporation in Shanghai. Die Innovationsakademie soll sich speziell mit der Entwicklung von Systemen für private Nutzer des Nationalen Satelliteninternets befassen und, anders als die maßgeschneiderten Lösungen der Chinesischen Akademie für satellitengestützte Netzwerke, hierfür standardisierte Dienste konzipieren.
Am 7. September 2021 wurde in Peking die Chinesische Akademie für Anwendungen satellitengestützter Netzwerke (中国星网网络应用研究院有限公司) gegründet, ebenfalls eine GmbH.
Vorstandsvorsitzender der Firma wurde Wang Tiemeng (王铁锰), bis dahin stellvertretender Generaldirektor der CETC Netzwerk und Kommunikation GmbH, einer Tochterfirma der China Electronics Technology Group.
Für das zweite Geschäftsfeld, die Vermarktung des Nationalen Satelliteninternets, gründete die Satellite Network Corporation am 25. Mai 2021 mit einem Stammkapital von 200 Millionen Yuan die Dienstleistungsgesellschaft für die weltweite Nutzung des chinesischen Satelliteninternets (中国星网共享服务有限公司), ebenfalls mit Sitz im Pekinger Stadtbezirk Haidian. In Personalunion Vorstandsvorsitzender und Generaldirektor der GmbH wurde Sun Hongwei (孙宏伟, * 1969), Absolvent der Polytechnischen Universität Harbin und seit 2001 auf verschiedenen Positionen im Sektor Wirtschaftsführung für die Chinesische Akademie für Weltraumtechnologie tätig, unter anderem seit 2008 als Verwaltungsratsvorsitzender der Tianjiner Niederlassung der Akademie.
Aufgabe der Firma ist zunächst die Organisation von Kongressen und Ausstellungen, aber auch die Entwicklung von Software und der Verkauf von Endgeräten, die Handhabung von Patenten sowie die umfassende Beratung von Geschäftspartnern auf ökonomischem, juristischem und steuerlichem Gebiet.
Man versucht auch, andere Firmen in das Nationale Satelliteninternet einzubinden. So besuchte zum Beispiel am 6. Januar 2022 eine Gruppe von leitenden Ingenieuren der China Satellite Network Corporation die Pekinger Guodian Gaoke Technologie GmbH, die die Tianqi-Konstellation für das Internet der Dinge betreibt, um Möglichkeiten der Zusammenarbeit auszuloten. Am 15. Februar 2022 wurde dies von Vertretern der Chinesischen Akademie für Anwendungen satellitengestützter Netzwerke unter der Leitung ihres Vorstandsvorsitzenden Wang Tiemeng vertieft.